# Jérémy Mathieu
Jérémy Mathieu (Luxeuil-les-Bains, 1983. október 29. –) francia válogatott labdarúgó.

## Sikerei, díjai
- Sochaux
  - Francia ligakupa: 2003–04
- Barcelona
  - Spanyol bajnokság: 2014–2015
  - Spanyol kupa: 2014–15
  - UEFA-bajnokok ligája: 2014–2015
  - UEFA-szuperkupa: 2015
  - FIFA-klubvilágbajnokság: 2015
- Sporting CP
  - Portugál kupa: 2018-19
  - Portugál ligakupa: 2017–18, 2018–19